# Manuela Nicolosi

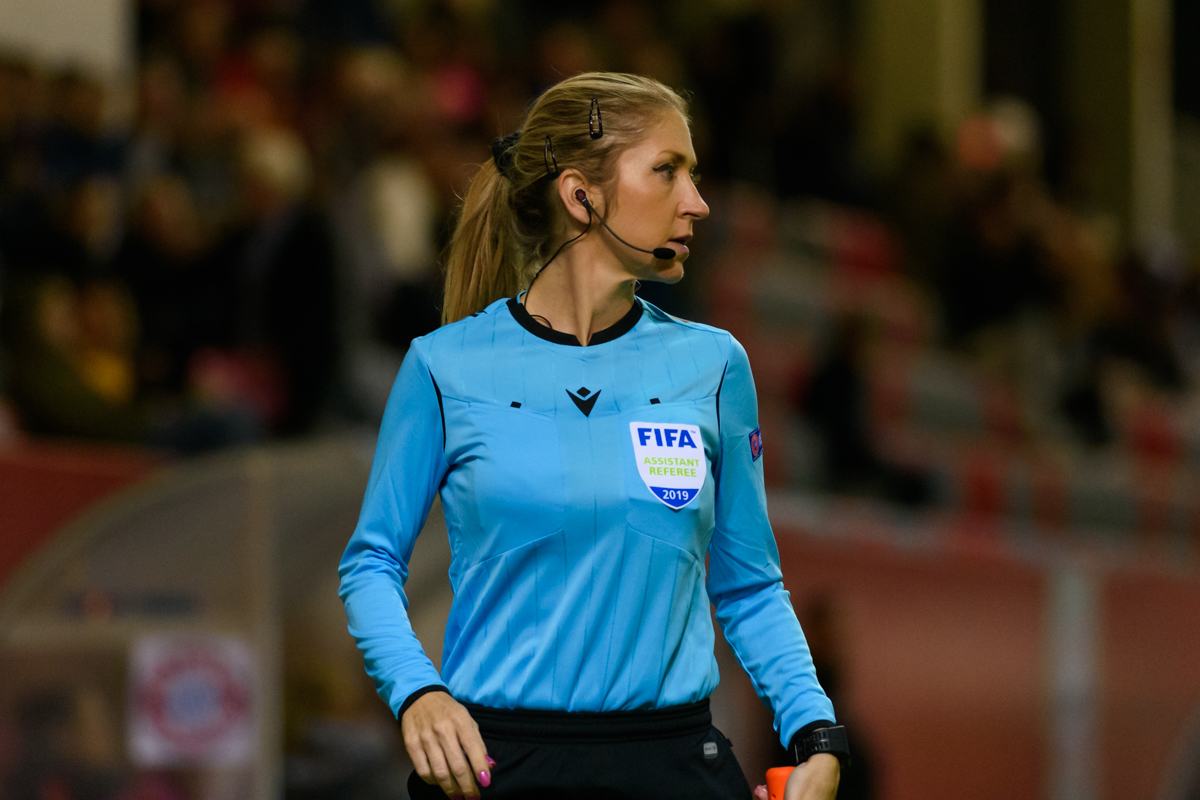
Manuela Nicolosi (2019)

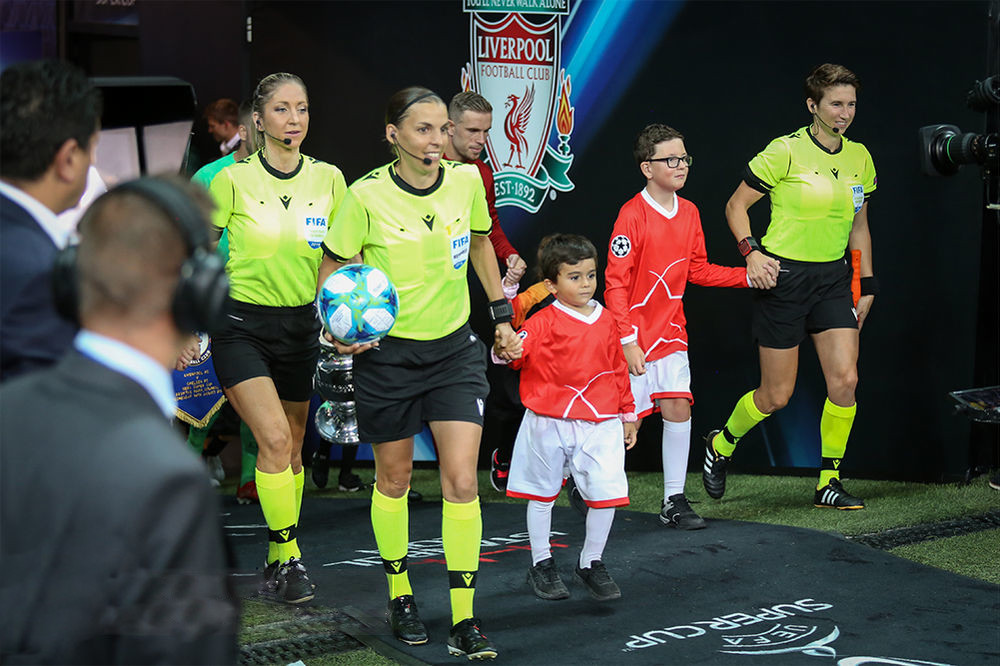
Manuela Nicolosi (links) mit Stéphanie Frappart und Michelle O’Neill beim UEFA Super Cup 2019

Manuela Nicolosi (* 18. Januar 1980) ist eine in Italien geborene französische Fußballschiedsrichterassistentin.
Nicolosi wuchs in Rom auf und lebt seit mehr als 15 Jahren in Lyon.
Seit 2010 steht sie auf der Liste der FIFA-Schiedsrichter.
Nicolosi war (meistens im Schiedsrichtergespann von Stéphanie Frappart) unter anderem Schiedsrichterassistentin bei der Weltmeisterschaft 2015 in Kanada, beim olympischen Fußballturnier 2016 in Rio de Janeiro, bei der Europameisterschaft 2017 in den Niederlanden, bei der Weltmeisterschaft 2019 in Frankreich, beim olympischen Fußballturnier 2020 in Tokio und bei der Europameisterschaft 2022 in England. Insgesamt war sie bei sieben WM-Spielen im Einsatz.
Am 14. August 2019 leitete mit Stéphanie Frappart, Manuela Nicolosi und Michelle O’Neill erstmals ein weibliches Schiedsrichtergespann das Finale des UEFA Super Cups 2019 zwischen dem FC Liverpool und dem FC Chelsea (2:2 n. V., 5:4 i. E.).